# Rüeggisberg
Rüeggisberg es una comuna suiza del cantón de Berna, situada en el distrito administrativo de Berna-Mittelland. 
Hasta el 31 de diciembre de 2009 perteneció al distrito de Seftigen.

## Geografía
La comuna se encuentra dividida en dos partes, la primera, en la cual se encuentra el núcleo urbano principal limita al norte con las comunas de Oberbalm y Niedermuhlern, al este con Toffen, Kaufdorf y Rümligen, al sur con Riggisberg, y al oeste con Rüschegg y Schwarzenburg. La segunda parte, enclavada al sur del distrito, limita además con las comunas de Därstetten y Blumenstein.
Rüeggisberg está dividido en cuatro localidades, que son: 
- Rüeggisberg con el pueblo de Rüeggisberg y los caseríos de Mättiwil y Tromwil.
- Bütschel con los caseríos de Oberbütschel, Niederbütschel, Gschneit y Bungerten.
- Fultigen con los caseríos de Hinterfultigen y Vorderfultigen.
- Helgisried-Rohrbach con los caseríos de Helgisried, Rohrbach, Wiler, Schwanden, Brügglen y Schwand.

## Historia

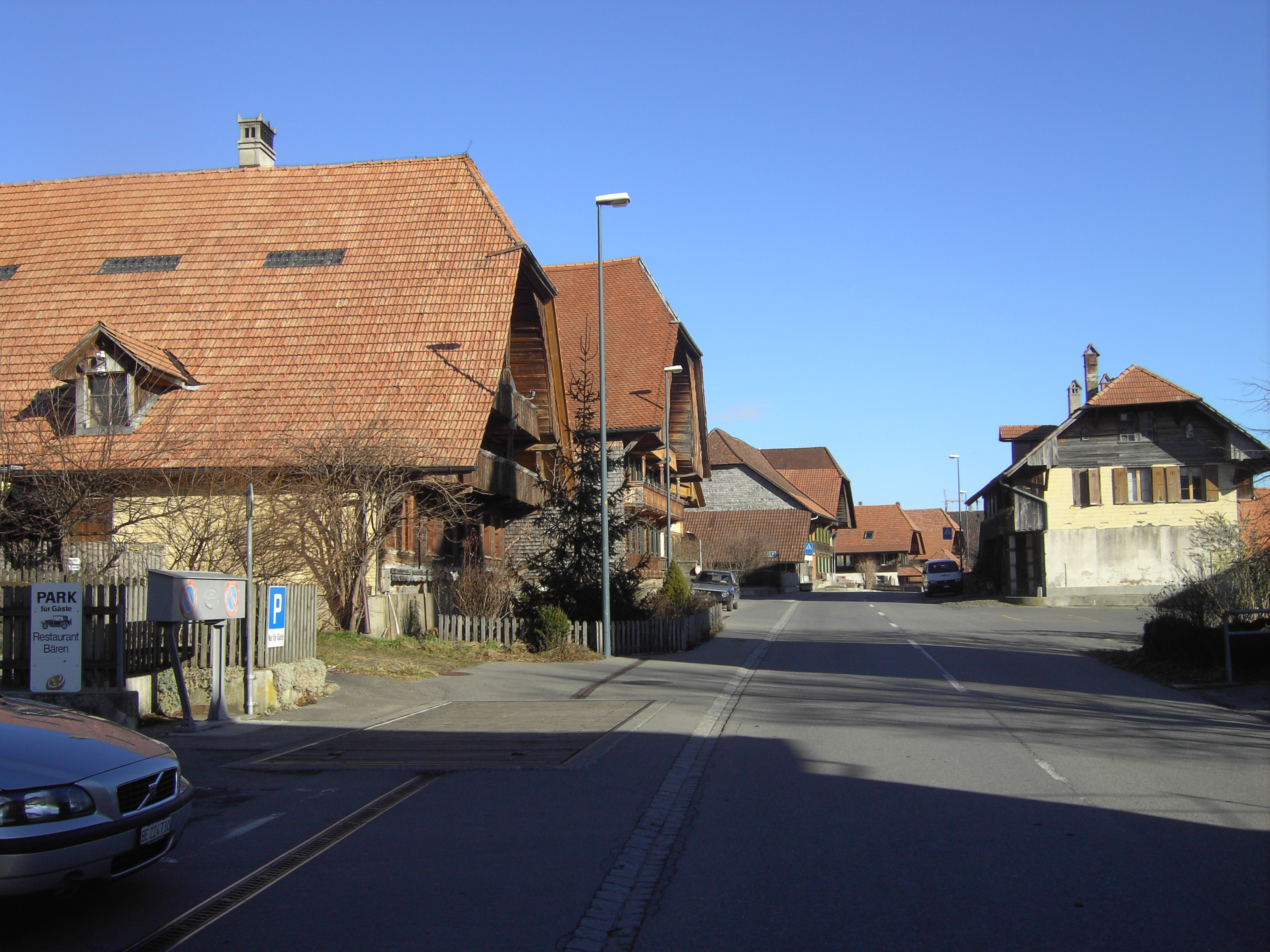
Rüeggisberg.

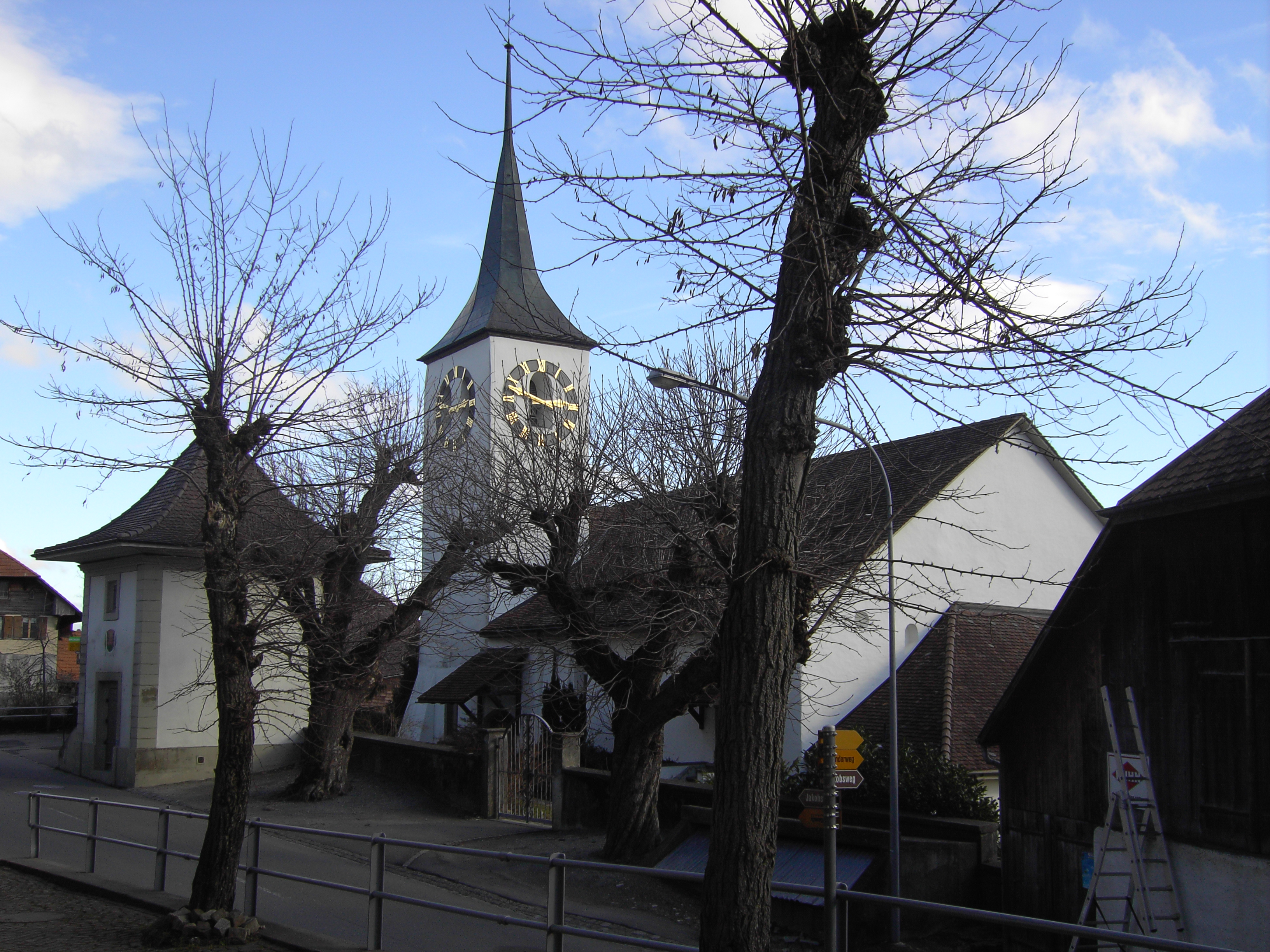
Iglesia.

La primera mención documentada del lugar data de 1076 con el nombre de Roggeresberch; también latinizado como montis richerii. Con posterioridad aparecieron estas otras denominaciones: Roquespertum (1109), Rochersperc (1148), Ruakersperch (1152), Ruogersperg (1224), Rucesperc (1228) y Rüggisberg (1281). El nombre del lugar proviene del alto alemán antiguo, del nombre personal Hrodger y significa Monte de Hrodger.
Rüeggisberg surgió alrededor de la iglesia de Sankt-Martin, documentada por primera vez en el siglo noveno y que pertenecía al territorio de los barones de Rümligen. La historia del pueblo está estrechamente ligada a la del monasterio cluniacense de Rüeggisberg, fundado en 1072 por los barones de Rümligen, y que fue el primer monasterio de la orden del Cluny en territorio de habla alemana. El monasterio adquirió importancia porque por Rüeggisberg pasa una de las principales rutas suizas del Camino de Santiago, la cual va desde Thun hasta Friburgo pasando por Schwarzenburg. 
Del antiguo priorato cluniacense, hoy en día tan sólo quedan ruinas y una parte del crucero norte de la iglesia. En el pueblo se levanta la iglesia de San Martín (Sankt-Martinskirche), en su origen una fundación de la reina Berta de Borgoña en el siglo IX pero que ha sido restaurada muchas veces. En Rüeggisberg y en los caseríos pertenecientes a la comuna se pueden contemplar muchas casas representativas de la típica arquitectura rural bernesa. Sobre todo el caserío de Oberbütschel es digno de mención por lo bien conservadas que están sus casas, ejemplos de la arquitectura rural bernesa de los siglos XVII y XVIII.